# Antonín Princ
Antonín Princ (16. prosince 1952 – 2. listopadu 1979) byl český fotbalista, pravý obránce a záložník. Život ukončil sebevraždou.

## Fotbalová kariéra
Hrál za Spartu Praha. V sezoně 1972–1973 hrál za Spartu při její spanilé jízdě Pohárem vítězů pohárů přes Standard Lutych, Ferencváros a FC Schalke 04 až do čtvrtfinále, kde vypadla s AC Milán. Hrál za reprezentaci do 18, 21 i 23 let. V lize nastoupil v 90 utkáních a dal 1 gól.

## Ligová bilance
| Ročník                                   | Zápasy | Góly | Klub                   |
| ---------------------------------------- | ------ | ---- | ---------------------- |
| 2. československá fotbalová liga 1971/72 | 2      | 0    | Spartak Hradec Králové |
| 1. československá fotbalová liga 1972/73 | 6      | 0    | Sparta Praha           |
| 1. československá fotbalová liga 1973/74 | 22     | 1    | Sparta Praha           |
| 1. československá fotbalová liga 1974/75 | 15     | 0    | Sparta Praha           |
| 1. československá fotbalová liga 1977/78 | 25     | 0    | Sparta Praha           |
| 1. československá fotbalová liga 1978/79 | 22     | 0    | Sparta Praha           |
| CELKEM 1. liga                           | 90     | 1    |                        |